# Ordu-Baliq
Ordu-Baliq ou Ordubalïgh (terme köktürk signifiant « ville de la cour » ou « ville de l'armée »)  On lui donne aussi dans les langues turciques les noms de Mubalik ou Kara-balsagun, qui donne les translittérations en mongol : Хар балгас (Khar balgas) et en chinois : 八剌沙衮 ; pinyin : bālà shāgǔn). C'était la capitale du Khaganat turc oriental (581 – 630), puis du Khaganat ouïgour (744 – 848), construit sur le site de l'ancienne capitale impériale göktürk, à 27 km au Nord-Nord-Est de la future capitale mongole de Karakorum. Ses ruines sont connues sous le nom de Khar Balgas en mongol (alphabet cyrillique mongol : Хар балгас, signifiant la « ville noire »). Elles forment des parties du site de la vallée de l'Orkhon, classé au patrimoine mondial de l'UNESCO.
Les ruines sont maintenant situées dans le sum de Khotont, dans l'aïmag d'Arkhangai, en Mongolie.

## Stèle de Karabalghasun
Une stèle trilingue (alphabet de l'Orkhon, alphabet sogdien, caractères chinois), surnommée la stèle de Karabalghasun y a été découverte et est déjà décrite par le voyageur persan du XIIIe siècle Juvainî, qui raconte les conquêtes de Gengis Khan. Il n'en reste plus aujourd'hui que des fragments emportés à Saint-Pétersbourg par les missions russes, et des fac-similé par estampage, produit par la Société finno-ougrienne d’Helsinki en 1892. Les copies de Bouillane de Lacoste à ce sujet sont conservés au site Lemoine de la bibliothèque de la Société asiatique.